# Новото време (партия)
Вижте пояснителната страница за други значения на Новото време.
Новото време е българска политическа партия. Тя е основана през 2004 г. от група депутати, отделили се от парламентарната група на Национално движение Симеон Втори (НДСВ). Председател на партията е Емил Кошлуков.
Седалището на партията е на адрес София, бул. „Витоша“ № 12.
Символите на Новото време са:
- знак – усмихнат таралеж;
- знаме – синя и зелена ивица с жълта вълнообразна ивица по хоризонтала в средата;

## История

### 1999 г. – „група за натиск“
На 1 октомври 1999 г. в София е създадена групата за натиск „Новото време“. Сред нейните автори са известни имена като Емил Кошлуков, Мирослав Севлиевски, Жоро Торнев, Камен Воденичаров, Дони, Тончо Токмакчиев и др. Те развиват редица дейности, насочени в подкрепа на развитието на гражданското общество в България и против пречките, създавани от тогавашното управление на страната.

### 2000 г. – сдружение
На 2 ноември 2000 г. със свое решение Софийски градски съд регистрира по Закона за юридическите лица с нестопанска цел сдружение „Новото време“. Целта на тази неправителствена организация е да работи за по-голяма прозрачност на публичните институции, да се бори срещу корупцията, да промотира успешни публични инициативи и насърчава предприемчивостта.

### 2003 г. – дискусионен клуб
На 10 април 2003 г. в рамките на Парламентарната група на НДСВ се обособява дискусионен клуб „Новото време“. Сред инициативите на този клуб са дебатът за промяна на избирателната система, контрола върху финансирането на политическите субекти, регистрацията на лобистите, допитването до народа и др.

### 2004 г. – партия
На 10 март 2004 г. 11 народни представители от ПГ на НДСВ се отделят и обособяват ПГ на Новото време.
На 10 юли 2004 г. в зала 3 на НДК в София е учредена политическата партия Новото време. На 11 юли 2004 г. Изпълнителното бюро избира от своя състав Емил Кошлуков за Председател на партията „Новото време“ и четиримата негови заместници – Борислав Цеков, Красен Кралев, Мирослав Севлиевски и Юлияна Дончева.
През юни 2008 г. един от лидерите на Новото време – Борислав Цеков обявява, че се връща в НДСВ.
През януари 2009 г. се провежда нов конгрес на партията, на който за председател е преизбран Емил Кошлуков.

## Участия в избори

### Парламентарни избори (2005)
На парламентарните избори през 2005 Новото време се явява самостоятелно след пропадане на идеята за общи листи с НДСВ и ДПС. Това са първите парламентарни избори, в които партията участва след отделянето си от НДСВ и взема 107 758 гласа, равни на 2,95% от подадените в изборите гласове. Този нисък резултат оставя формацията извън Народното събрание.
| Партия/коалиция                    | Гласове   | Гласове     | Процент | Процент | Депутати | Депутати |
| Коалиция за България               | 1 129 196 | + 345 824   | 31,0%   | + 13,8% | 82       | + 34     |
| Национално движение „Симеон Втори“ | 725 314   | - 1 119 441 | 19,9%   | - 19,8% | 53       | - 67     |
| Новото време                       | 107 758   | - 1 119 441 | 3,0%    | - 19,8% | -        | - 67     |
| Движение за права и свободи        | 467 400   | + 127 005   | 12,8%   | + 5,3%  | 34       | + 13     |
| Коалиция „Атака“                   | 296 848   | + 296 848   | 8,2%    | + 8,2%  | 21       | + 21     |
| Обединени демократични сили        | 280 323   | - 291 886   | 7,7%    | + 1,2%  | 20       | - 1      |
| Демократи за силна България        | 234 788   | - 291 886   | 6,5%    | + 1,2%  | 17       | - 1      |
| Български народен съюз             | 189 268   | - 291 886   | 5,2%    | + 1,2%  | 13       | - 1      |

| \| Област Варна \| 3,39% \| \| Пловдив \| 3,02% \| \| Област Кюстендил \| 3,45% \| \| Област Габрово \| 3,16% \| \| Област Перник \| 2,73% \| \| Област Ловеч \| 3,22% \| \| Област Добрич \| 3,11% \| \| Област Пловдив* \| 2,13% \| \| Област Монтана \| 1,95% \| \| София (23 МИР) \| 3,13% \| \| Област Русе \| 3,02% \| \| Област Враца \| 2,50% \| \| София (25 МИР) \| 3,08% \| \| София (24 МИР) \| 3,30% \| \| Област Благоевград \| 2,99% \| \| Област Велико Търново \| 2,91% \| \| Област Ямбол \| 5,53% \| \| Област Пазарджик \| 2,75% \| \| Област Плевен \| 1,95% \| \| Софийска област \| 2,81% \| \| Област Хасково \| 3,36% \| \| Област Бургас \| 3,80% \| \| Област Видин \| 2,26% \| \| Област Стара Загора \| 4,58% \| \| Извън България \| 0,98% \| \| Област Сливен \| 4,42% \| \| Област Смолян \| 2,73% \| \| Област Шумен \| 3,35% \| \| Област Силистра \| 2,34% \| \| Област Разград \| 1,36% \| \| Област Търговище \| 2,01% \| \| Област Кърджали \| 0,47% \| |       |
| *: без град Пловдив |       |
| Област Варна | 3,39% |
| Пловдив | 3,02% |
| Област Кюстендил | 3,45% |
| Област Габрово | 3,16% |
| Област Перник | 2,73% |
| Област Ловеч | 3,22% |
| Област Добрич | 3,11% |
| Област Пловдив* | 2,13% |
| Област Монтана | 1,95% |
| София (23 МИР) | 3,13% |
| Област Русе | 3,02% |
| Област Враца | 2,50% |
| София (25 МИР) | 3,08% |
| София (24 МИР) | 3,30% |
| Област Благоевград | 2,99% |
| Област Велико Търново | 2,91% |
| Област Ямбол | 5,53% |
| Област Пазарджик | 2,75% |
| Област Плевен | 1,95% |
| Софийска област | 2,81% |
| Област Хасково | 3,36% |
| Област Бургас | 3,80% |
| Област Видин | 2,26% |
| Област Стара Загора | 4,58% |
| Извън България | 0,98% |
| Област Сливен | 4,42% |
| Област Смолян | 2,73% |
| Област Шумен | 3,35% |
| Област Силистра | 2,34% |
| Област Разград | 1,36% |
| Област Търговище | 2,01% |
| Област Кърджали | 0,47% |

### Местни избори 2023
През 2023  Новото време участва в коалиция с НДСВ във Видин и заедно взимат 3869 гласа за общински съвет (25,38 процента). Те успяват да спечелят 9 общински съветници. Техният кандидат Цветан Ценков  получава 9389 гласа на втори тур (57,8  процента) и е избран за кмет.
Същевременнно те постигат добър резултат и във Враца - в надпреварата за общински съвет взимат 2271 гласа (10,54 процента), с 4 общински съветника Новото време не участва в надпреварата за кмет във Враца.
В Мездра партия Новото време е в коалицrя с ДПС, като в битката за общински съвет взимат общо  1100 гласа (14,92 процента) и печелят 3 общински съветници
В Силистра, Новото време взима 48 гласа (0,32 процента) за общински съветници.